# الفيحا (الرجم)

تعديل مصدري - تعديل

الفيحا هي إحدى قرى عزلة الرجم بمديرية الرجم التابعة لمحافظة المحويت، بلغ تعداد سكانها 909 نسمة حسب تعداد اليمن لعام 2004.